# Сатпаєв Дастан Талгатович
Дастан Талгатович Сатпаєв (каз. Дастан Талғатұлы Сәтбаев; нар. 12 серпня 2008) — казахський футболіст, нападник клубу «Кайрат» і збірної Казахстану.

## Клубна кар'єра
Вихованець академії клубу «Кайрат». Футбольну кар'єру розпочав 2024 року в складі фарм-клубу «Кайрат-Жастар». 7 квітня 2024 року в матчі проти «Алтая» дебютував у Першій лізі Казахстану, вийшовши в стартовому складі. 29 серпня 2024 года в поєдинку проти «Тараза» забив свій перший гол у професіональній кар'єрі.
26 травня 2024 року дебютував в основному складі «Кайрата» в матчі Кубка ліги проти «Акжайика», вийшовши на заміну Елдеру Сантані. 2 березня 2025 року в поєдинку проти «Астани» дебютував у казахстанській Прем'єр-лізі. У цій грі також відзначившся своїм першим голом за клуб. У віці 16 років, 6 місяців і 18 днів став наймолодшим бомбардиром в історії «Кайрата», а також другим другим наймолодшим автором голу в історії Прем'єр-ліги після Абзала Бейсебекова і наймолодшим найкращим гравцем матча в історії чемпіонату.
В лютому 2025 року стало відомо, що гравець приєднається до англійського клубу «Челсі» влітку 2026 року.

## Кар'єра в збірній
Виступав за збірну Казахстану до 17 років.
4 березня 2025 року вперше викликаний до збірної Казахстану виконуючим обов'язків головного тренера Алі Алієвим для участі в матчах відбіркового турніру до чемпіонату світу 2026 проти збірних Уельсу і Ліхтенштейну. 19 березня в товариському матчі проти збірної Кюрасао дебютував за збірну Казахстану. У віці 16 років, 7 місяців і 8 днів став наймолодшим гравцем в історії збірної, перевершивши досягнення Жамбила Кукєєва (17 років, 4 місяці та 25 днів) проти збірної Йорданії в лютому 2006 року.

## Статистика виступів

### Клубна статистика
Станом на 27 квітня 2025
| Клуб              | Сезон             | Чемпіонат         | Чемпіонат | Чемпіонат | Кубок | Кубок | Кубок ліги | Кубок ліги | Єврокубки | Єврокубки | Інші  | Інші | Всього | Всього |
| Клуб              | Сезон             | Дивізіон          | Матчі     | Голи      | Матчі | Голи  | Матчі      | Голи       | Матчі     | Голи      | Матчі | Голи | Матчі  | Голи   |
| ----------------- | ----------------- | ----------------- | --------- | --------- | ----- | ----- | ---------- | ---------- | --------- | --------- | ----- | ---- | ------ | ------ |
| Кайрат            | 2024              | Прем'єр-ліга      | 0         | 0         | 0     | 0     | 1          | 0          | —         | —         | —     | —    | 1      | 0      |
| Кайрат            | 2025              | Прем'єр-ліга      | 7         | 4         | 1     | 1     | 0          | 0          | —         | —         | 1     | 0    | 9      | 5      |
| Кайрат            | Всього            | Всього            | 7         | 4         | 1     | 1     | 1          | 0          | 0         | 0         | 1     | 0    | 9      | 5      |
| → Кайрат-Жастар   | 2024              | Перша ліга        | 5         | 1         | —     | —     | —          | —          | —         | —         | —     | —    | 5      | 1      |
| Всього за кар'єру | Всього за кар'єру | Всього за кар'єру | 12        | 5         | 0     | 0     | 1          | 0          | 0         | 0         | 1     | 0    | 20     | 9      |

1. ↑  Матчі в Суперкубку Казахстану

### Міжнародна статистика
Станом на 25 березня 2025 
| Збірна            | Сезон             | Товариські | Товариські | Офіційні | Офіційні | Всього | Всього |
| Збірна            | Сезон             | Матчі      | Голи       | Матчі    | Голи     | Матчі  | Голи   |
| ----------------- | ----------------- | ---------- | ---------- | -------- | -------- | ------ | ------ |
| Кахахстан         |                   |            |            |          |          |        |        |
| 2025              | 1                 | 0          | 2          | 0        | 3        | 0      |        |
| Всього за кар'єру | Всього за кар'єру | 1          | 0          | 2        | 0        | 3      | 0      |

### Матчі за збірну
Станом на 25 березня 2025 
| Матчі Дастана Сатпаєва за збірну Казахстану | Матчі Дастана Сатпаєва за збірну Казахстану | Матчі Дастана Сатпаєва за збірну Казахстану | Матчі Дастана Сатпаєва за збірну Казахстану | Матчі Дастана Сатпаєва за збірну Казахстану | Матчі Дастана Сатпаєва за збірну Казахстану | Матчі Дастана Сатпаєва за збірну Казахстану | Матчі Дастана Сатпаєва за збірну Казахстану |
| №                                           | Дата                                        | Суперник                                    | Рахунок                                     | Голи                                        | Картки                                      | Хвилини                                     | Змагання                                    |
| ------------------------------------------- | ------------------------------------------- | ------------------------------------------- | ------------------------------------------- | ------------------------------------------- | ------------------------------------------- | ------------------------------------------- | ------------------------------------------- |
| 1                                           | 19 березня 2025                             | Кюрасао                                     | 2–0                                         |                                             |                                             | '                                           | Товариський матч                            |
| 2                                           | 21 березня 2025                             | Уельс                                       | 1–3                                         |                                             |                                             | 16'                                         | Відбіркові матчі ЧС-2026                    |
| 3                                           | 25 березня 2025                             | Ліхтенштейн                                 | 2–0                                         |                                             |                                             | 77'                                         | Відбіркові матчі ЧС-2026                    |

Всього: 3 матчі / 0 голів; 2 перемоги, 1 нічия, 1 поразка.

## Досягнення
«Кайрат»
- Володар Суперкубка Казахстану: 2025[13]